# Sötét szénlaska
A sötét szénlaska vagy szenes rókagomba (Faerberia carbonaria) a likacsosgombafélék családjába tartozó, Európában honos, erdei égésnyomokon  termő, nem ehető gombafaj. Nemzetségének egyetlen faja. 

## Megjelenése
A sötét szénlaska kalapja 1-4 cm széles, már fiatalon is bemélyedő, később tölcséressé mélyül. Széle sokáig aláhajló, begöngyölt, később éles peremmel felpenderedik, hullámos, berepedező lesz. Felszíne finoman szálas, kissé nemezes, közepén ritkás pikkelyekkel. Színe szürkés-vagy barnásfekete.
Húsa vékony, szürkésbarna. Szaga és íze nem jellegzetes.   
Vastag, viszonylag ritkás lemezei ráncszerűen lefutnak a tönkre, villásan elágaznak, hosszuk különböző. Színük szürkésfehér,  a vékony kalaphúson át közöttük előtűnik a sötét kalapbőr.
Tönkje középen vagy excentrikusan is illeszkedhet a kalaphoz. Színe piszkos szürkésfehér, idősen barnás. Alja elvékonyodik, csaknem gyökerező, esetleg kissé szélesebb.
Spórapora fehér. Spórájának mérete 9-10,5 x 4,5-5 µm.

### Hasonló fajok
A szürke rókagomba, esetleg a fodros trombitagomba hasonlíthat hozzá.  

## Elterjedése és termőhelye
Európában honos. Magyarországon ritka.
Lombos és vegyes erdőkben él, általában többéves égésnyomokon. Kora ősztől terem az első fagyokig. 

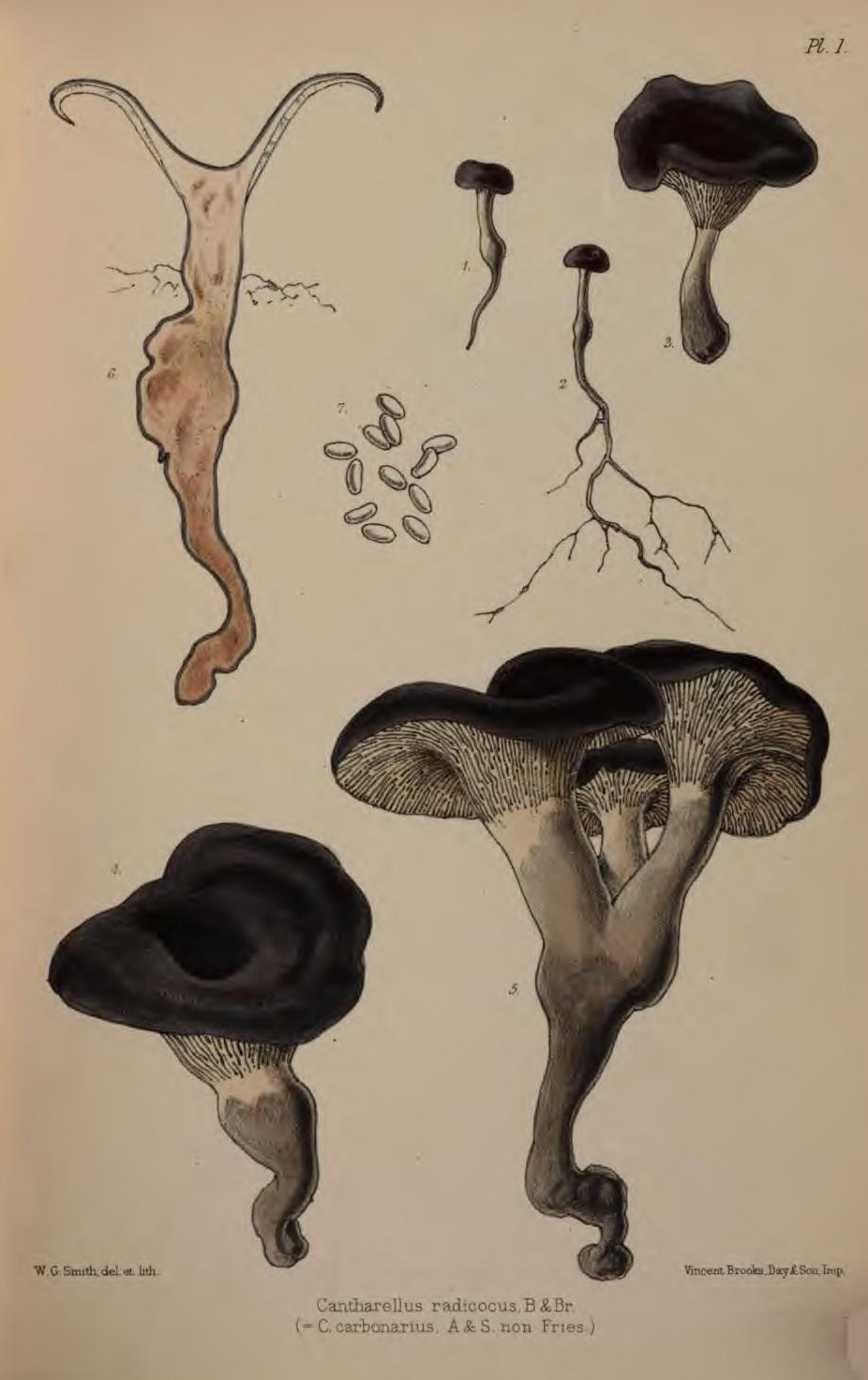
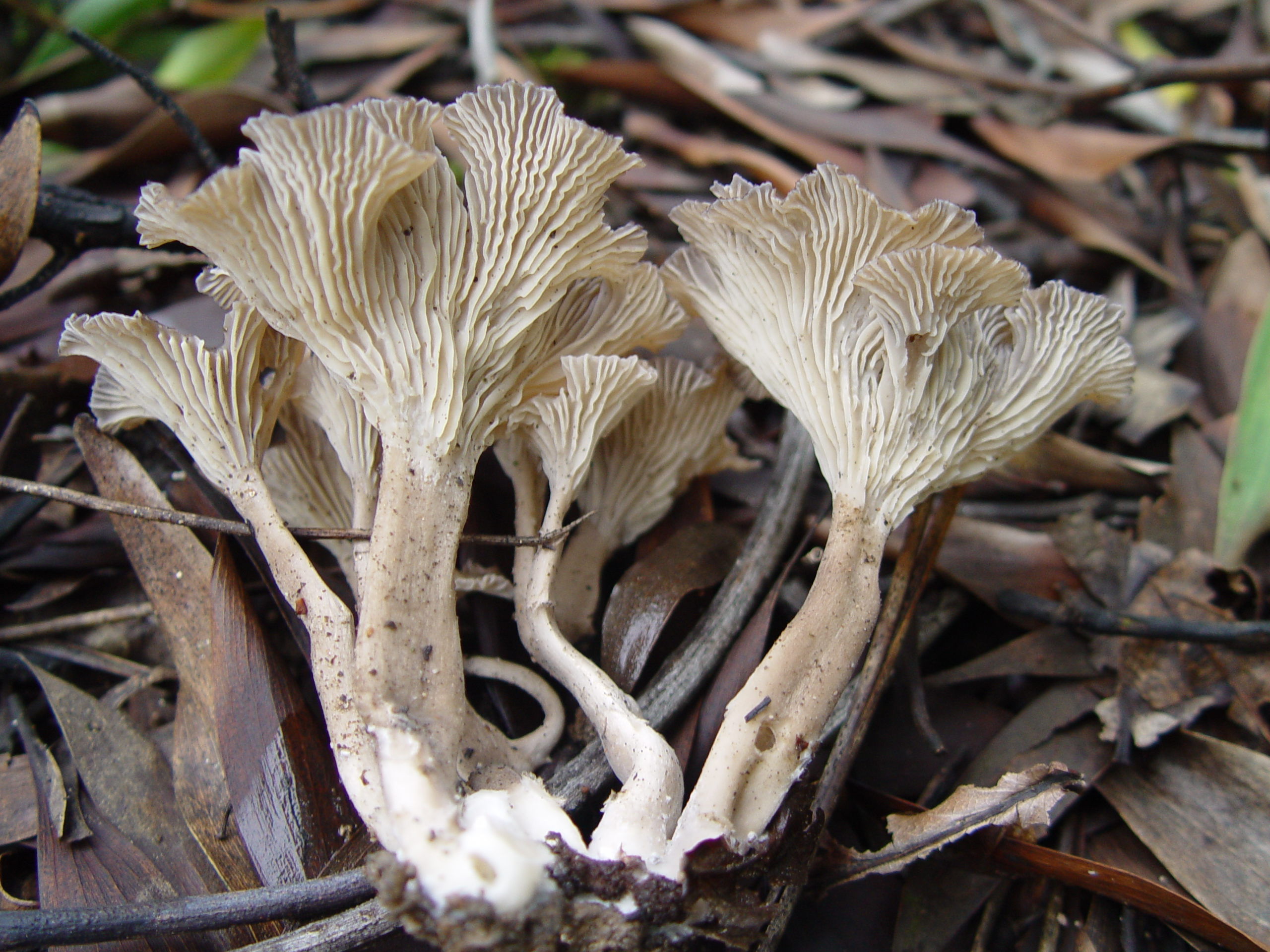

Nem ehető.